# 書湯

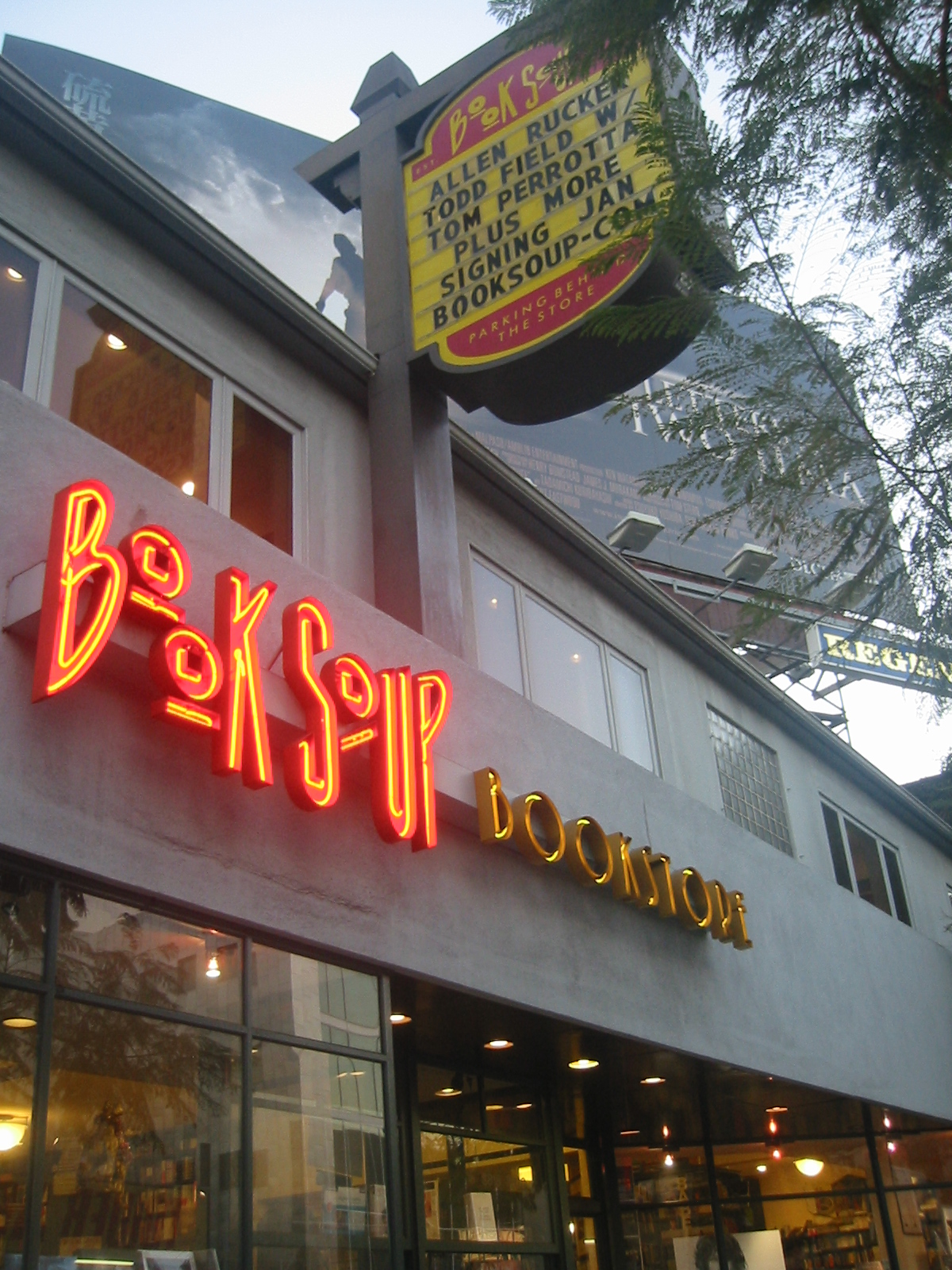
書湯，2007年。

書湯（英語：Book Soup）是一家位於美國洛杉磯的獨立書店，位於西好萊塢的日落大道上。這家店以其高聳、堆滿書本並且排列複雜的書架而知名，吸引了許多到訪的遊客。 這家書店在娛樂產業界廣受歡迎，主持了許多知名作家的活動，包括穆罕默德·阿里、霍華德·斯特恩、安妮·萊柏維茲、恰克·帕拉尼克、珍娜·詹姆森、門戶樂團等。 另外，作為日落大道上的文化樞紐，書湯時常被用作電影、電視劇的場景。
1975年格倫·戈德曼所創立了這家店。

## 外部連結
- 書湯官方網站 （页面存档备份，存于）